# 988

## Събития
- Княз Владимир I въвежда християнството като официална религия в Киевска Рус